# Bang Phlat
Bang Phlat (thai: บางพลัด, API : [bāːŋ pʰlát]) est l’un des 50 khets de Bangkok, Thaïlande.

## Points d'intérêt
- Pont Rama VIII
- le temple bouddhiste "à l'abandon" de Wat Suan Sawan[1],[2] construit vers 1750[3] à la fin de la période d'Ayutthaya

## Galerie

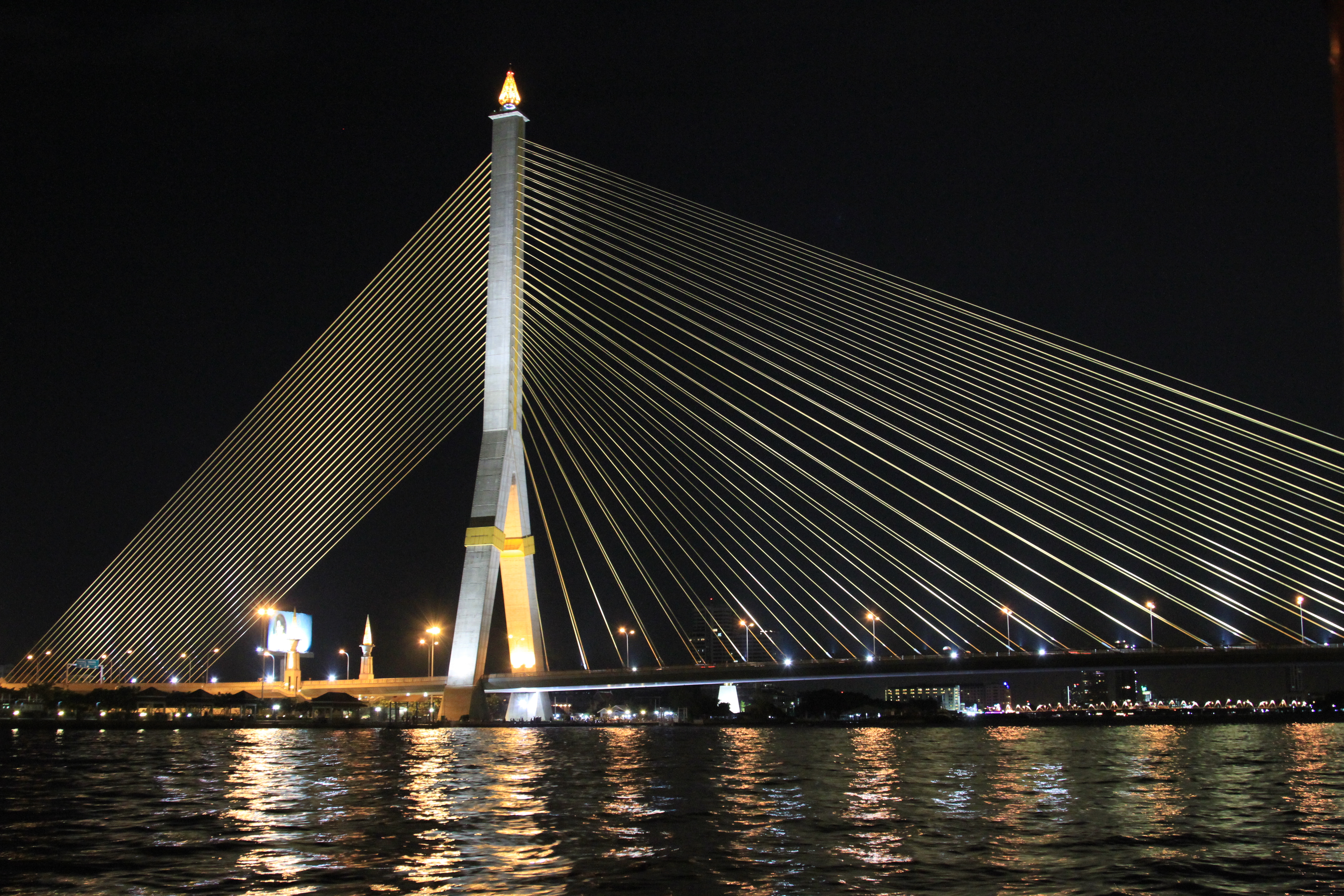
Vue de Wat Sam Phraya sur le pont Rama VIII, la nuit

Wat Suan Sawan
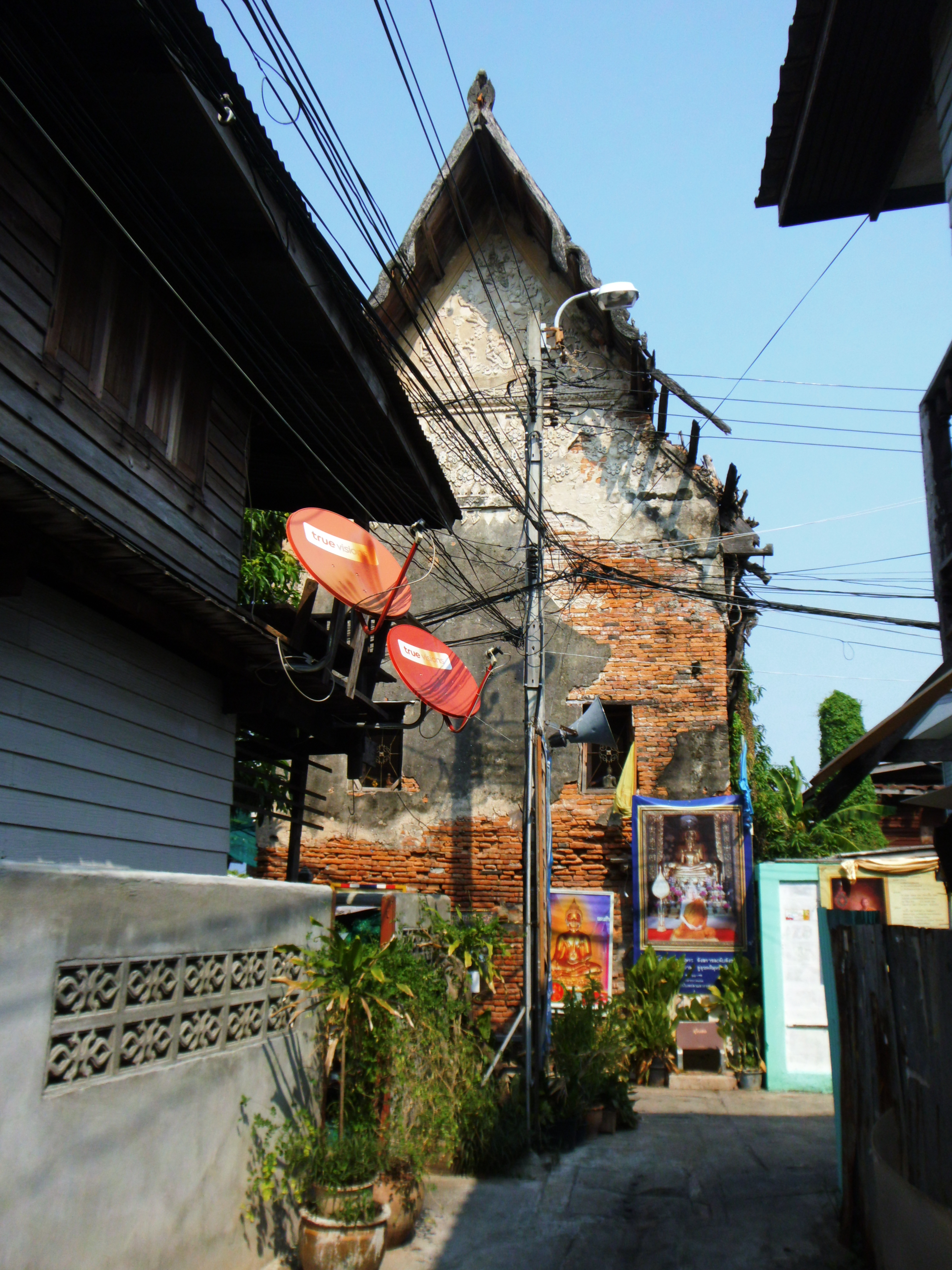
Bot (Ubosot) en ruine
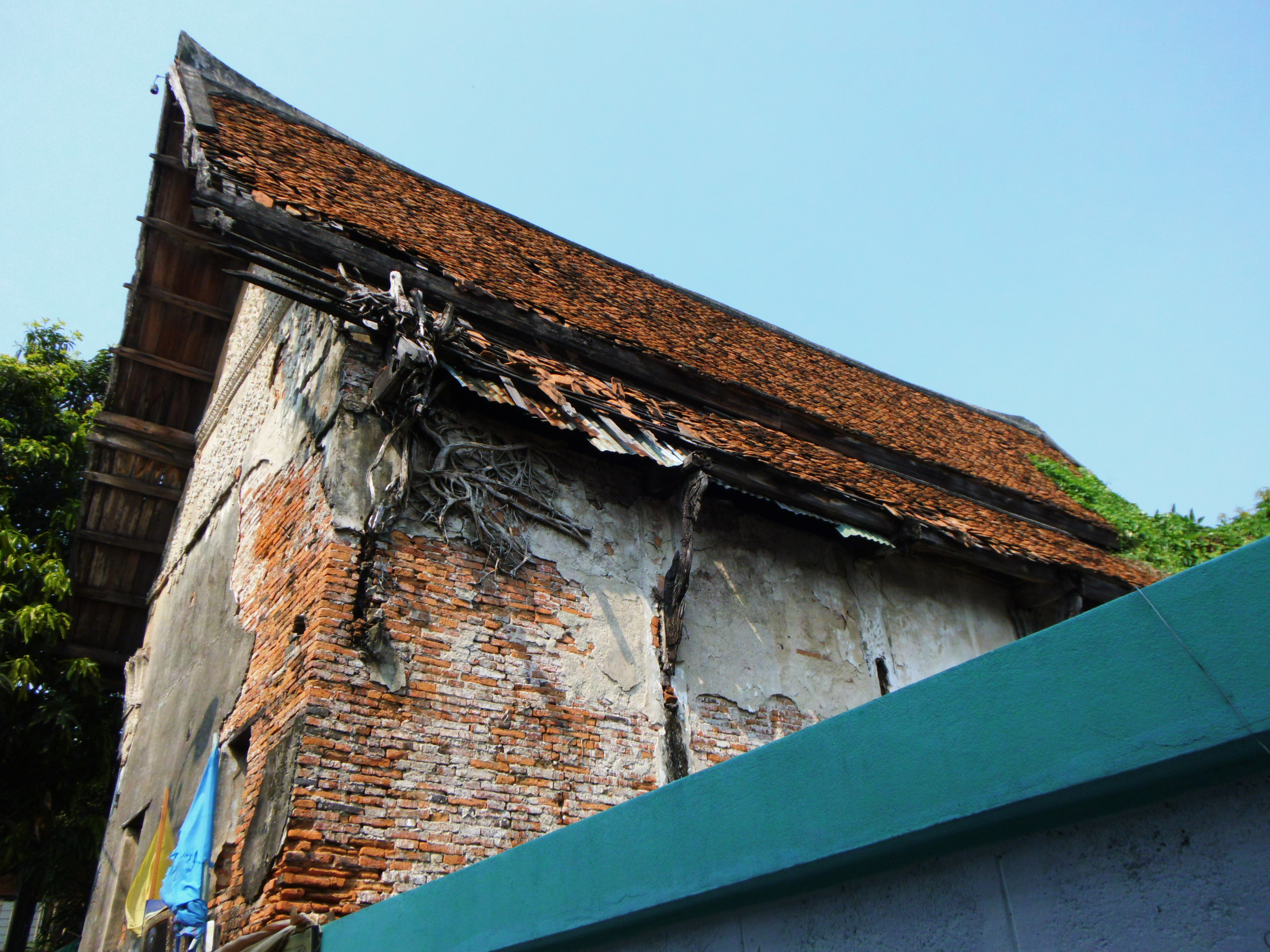
Bot (Ubosot) en ruine
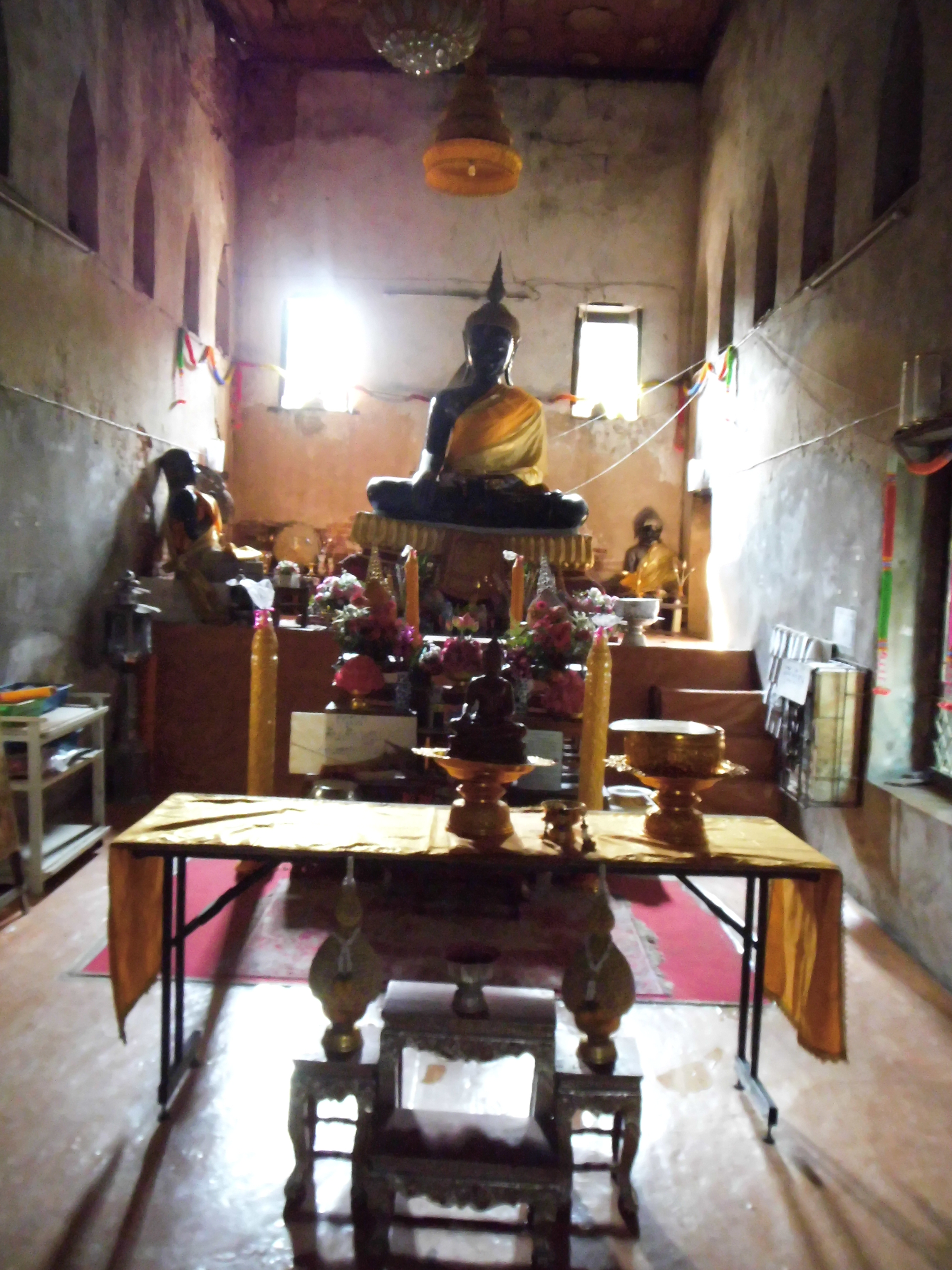
Intérieur de l'Ubosot en 2015
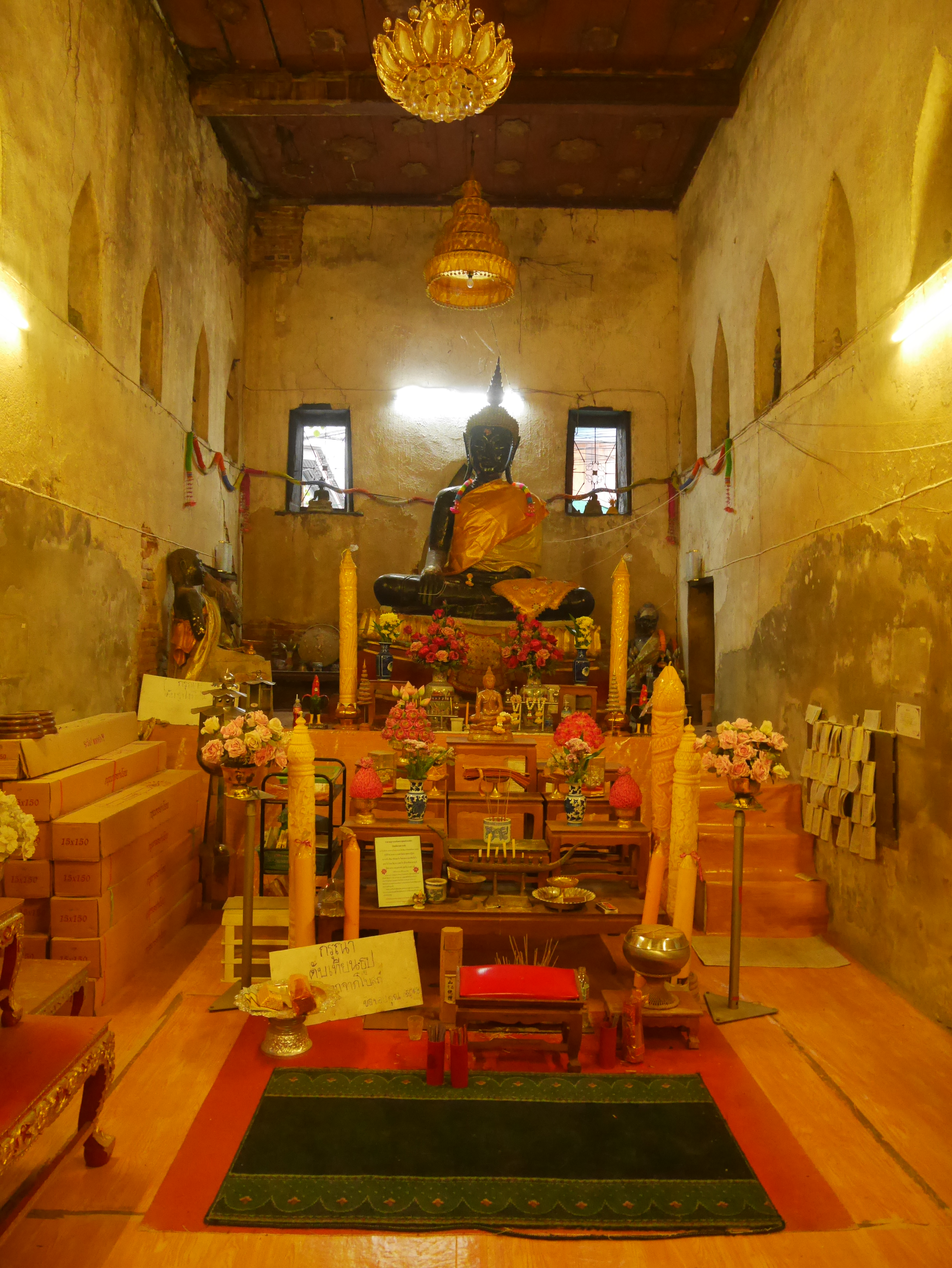
Intérieur de l'Ubosot en 2018
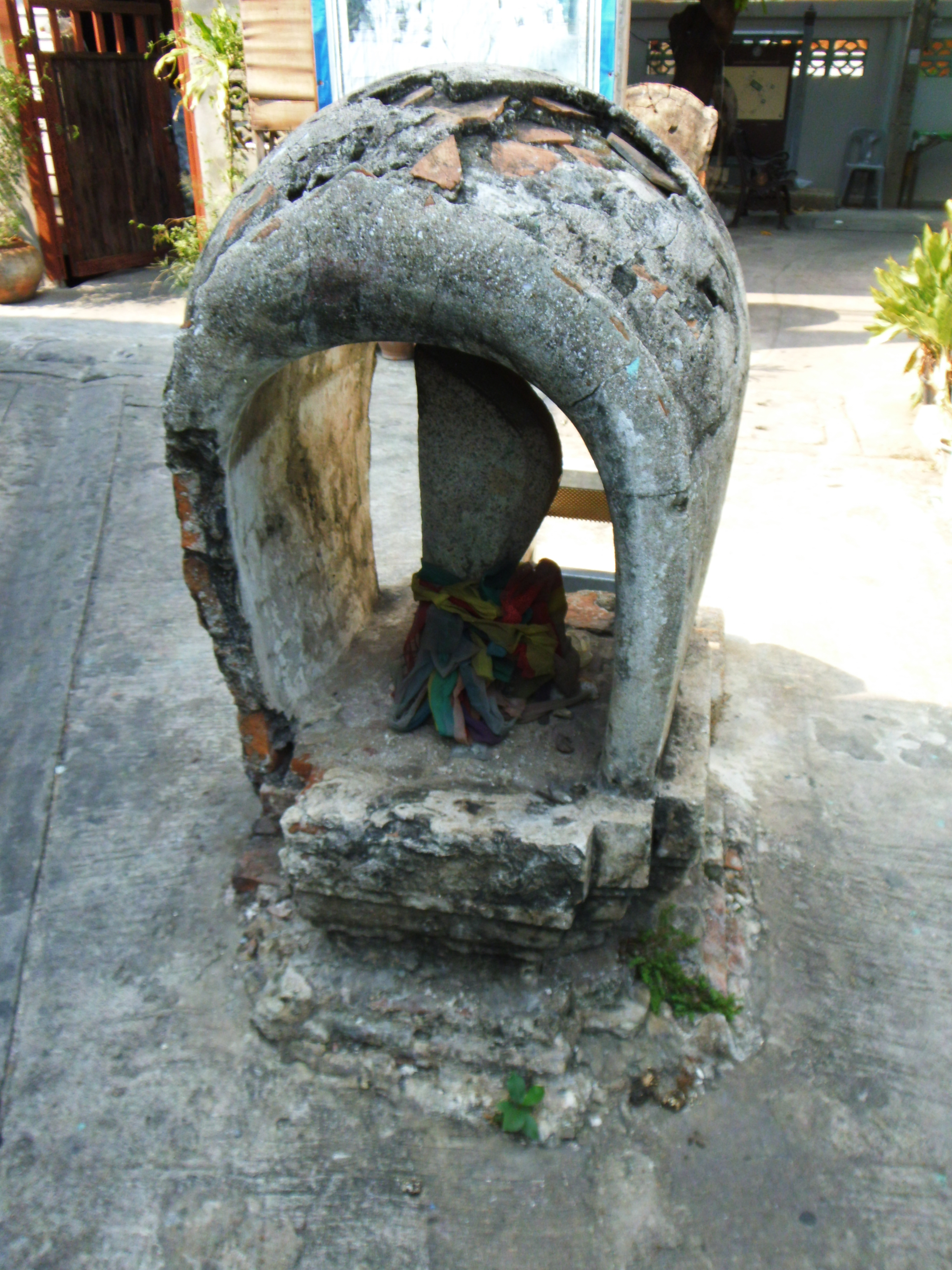
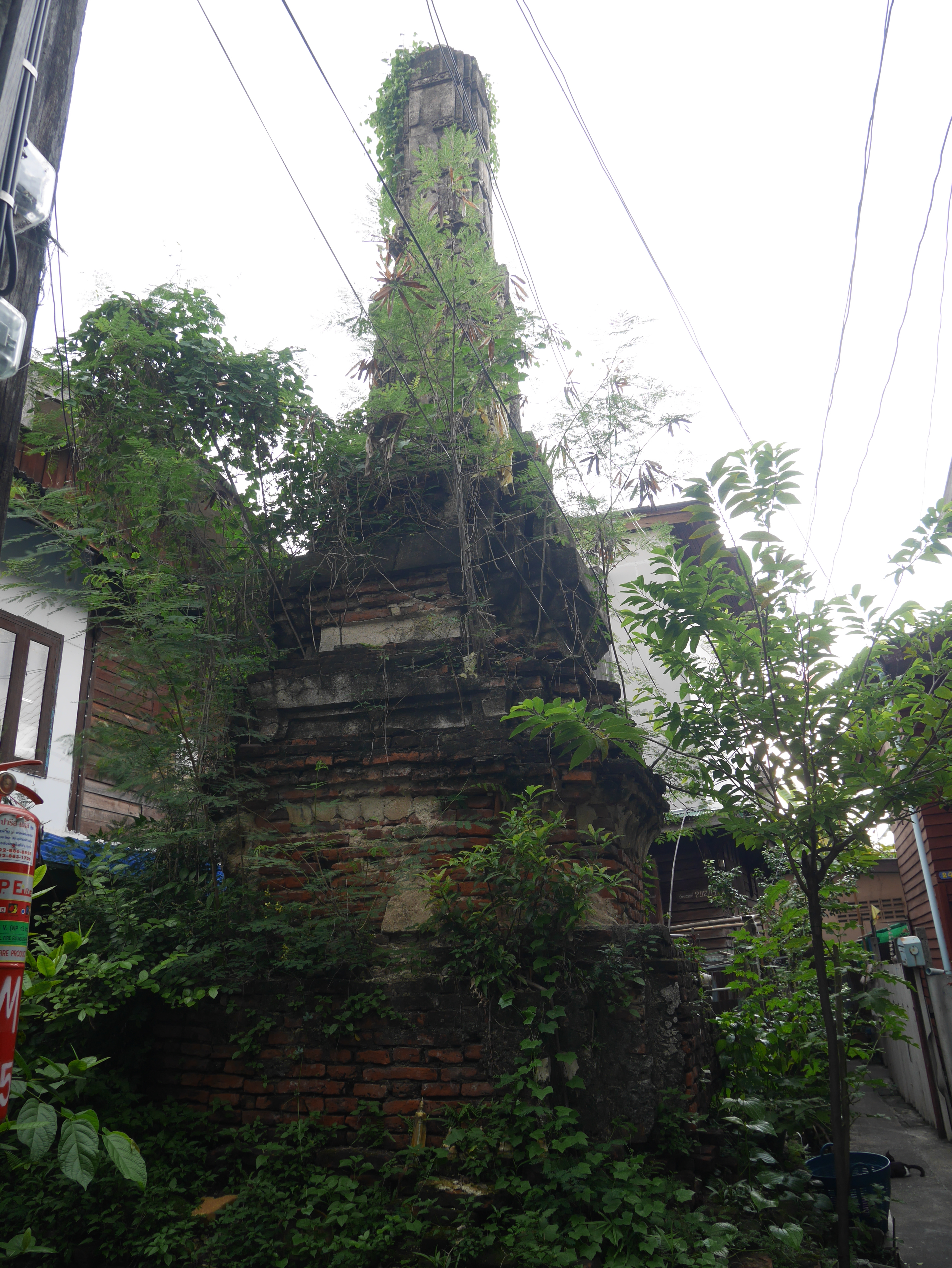
Un des deux stupa (Chedi) en ruine